# Chlef
Chlef (em árabe:  الشلف) é uma cidade da Argélia localizada na província homônima. Localiza-se a 200 km da capital do país, Argel, no coração do vale do rio Chelife. O litoral mediterrâneo está a cerca de 50 km. Sua população em 2008 era de cerca de 178 616 habitantes.
No passado foi denominada El Asnam e Orléansville durante o domínio francês. Sua história remonta ao começo da ocupação romana na África do Norte, conhecida então sob o nome de "Castelo Tingito" (Castelum Tingitum).
A cidade de Chlef foi palco de dois grandes tremores de terra, o primeiro em 1954 e o segundo em 10 de outubro de 1980, este último destruiu 80% da cidade, e algumas ruínas ainda podem ser observadas até hoje. O antigo nome da cidade: "El Asnam" significa, em árabe as ruínas. Esta denominação mudou para Chlef em 1981, um ano após o pior terremoto da história da cidade.